# MYO1B
MYO1B‏ (Myosin IB) هوَ بروتين يُشَفر بواسطة جين MYO1B في الإنسان.